# Programmatic buying
Az online display hirdetések egyre népesedő táborát erősíti a programmatic buying, melynek alapvető lényege, hogy a felületek vétele és értékesítése automata módon zajlik.
A programmatic hatalmas előnye a számos forrásból elérhető adatokon alapuló célzási és optimalizálási döntésekben rejlik. A display hirdetések egyre nagyobb hányada áramlik ide, és realizálódik ilyen formán, hiszen ez a típusú értékesítés a teljesítmény és az alapvető folyamatok szempontjából is igen kedvező ennek a reklámtípusnak. 
A programmatic négy különböző tranzakciót takarhat: 
- automatizált garantált (Automated Guaranteed)
- nem garantált fix áras (Unreserved Fixed Rate)
- meghívásos aukció (Invitation Only Auctions)
- nyitott aukció (Open Auctions)

Az eladó és vásárló közti automatikus tranzakcióban:
- a vásárló meghatározhatja az elérhető közönség minőségét és árát
- az eladó beazonosíthatja a felületeiért elérhető legjobb árat
- a legjobb vételi ár többszereplős aukción keresztül határozódik meg
- a legjobbnak bizonyuló vevőé lesz a megjelenés

„Lényegét tekintve a programmatic buying egy automatizált aukció, melynek keretében reklámmegjelenésekkel kereskednek.  
Exchange-nek nevezzük azokat a rendszereket, amelyek az aukciókat futtatják, míg azokat a rendszerek, amelyek különböző algoritmusok alapján vásárlóként jelennek meg ezek alkalmával, 
az úgynevezett real time bidderek.” (Gurbaksh Chahal/RadiumOne)